# Operation Payback

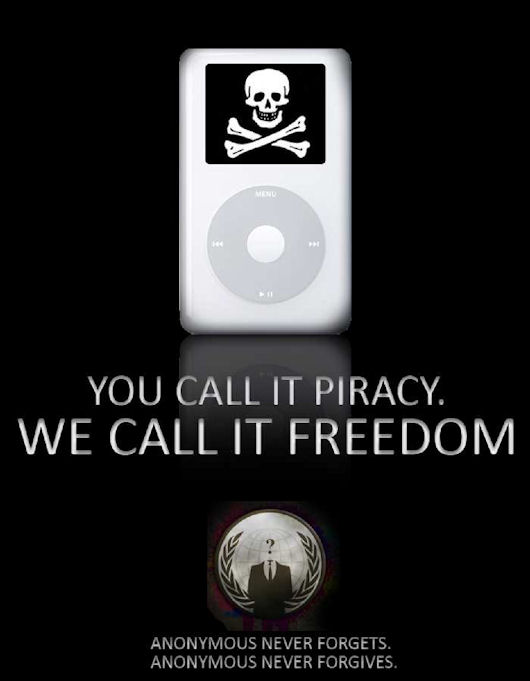
Früher Payback-Flyer (2010)

Operation Payback  (deutsch: „Operation Vergeltung“) ist eine seit September 2010 laufende Aktion, in der wiederholt koordinierte Distributed-Denial-of-Service-Angriffe auf Websites verschiedener großer Unternehmen und Organisationen durchgeführt werden. Ziel der Angriffe sind z. B. Organisationen, die Urheberrechtsverletzungen verfolgen, oder Finanzdienstleister, die Geschäftsbeziehungen mit WikiLeaks beendet haben. Die Hacktivisten hinter der Operation kommen aus dem Umfeld der seit Anfang 2008 aktiven Gruppe Anonymous sowie dem dieser Gruppierung nahestehenden Imageboard 4chan.

## Aktionen
Die Aktivisten nutzen für ihre nach deutschem Recht strafbaren DDoS-Attacken ein Tool namens LOIC („Low Orbit Ion Cannon“), welches ursprünglich für die Anonymous-Proteste gegen Scientology entwickelt wurde und sich nicht nur für manuelle DDoS-Attacken auf Webserver nutzen lässt, sondern auch für koordinierte, gemeinsame Angriffe. Die Adresse wird vom Benutzer über einen Koordinierungsserver angegeben und die Steuerung dann der Führungsriege übertragen, was vergleichbar mit einem Bot-Netz auf freiwilliger Basis ist. Die Kommunikation der Teilnehmer erfolgte teilweise über verschiedene Twitter-Accounts sowie über Facebook, deren Kanäle nach ersten Aktionen jedoch gesperrt wurden.
Die Aktivisten erklärten, sie seien keine Hacker, sondern „durchschnittliche Internet-Bürger“. Weder stünden Datendiebstahl noch entscheidende Datenkanäle der Unternehmen im Zentrum ihrer Angriffe. Das ganze sei eine „symbolische Aktion“, hieß es in einer Mitteilung von „Anonymous“. WikiLeaks erklärte, sie habe nichts mit der Gruppierung zu tun, es gebe auch keine Kontakte zwischen Mitarbeitern und irgendjemandem bei „Anonymous“.

### Gegen Verfolger von Urheberrechtsverstößen
Als Antwort auf Distributed-Denial-of-Service-Attacken (DDoS) auf Torrent-Webseiten entschieden sich Befürworter des freien Tauschens von urheberrechtlich geschütztem Material, DDoS-Attacken auf Gegner von Urheberrechtsverletzungen zu starten. Diese Attacken entwickelten sich zu einer Welle von Attacken auf mehrere große Anti-Piracy-Organisationen.

### Gegen ehemalige WikiLeaks-Finanzdienstleister
Im Dezember 2010, nach der Veröffentlichung von Depeschen US-amerikanischer Botschaften durch WikiLeaks, fokussierte die Operation Payback ihre Aufmerksamkeit auf Unternehmen, die in der Folge ihre Geschäftsbeziehungen mit WikiLeaks aufgekündigt hatten. Betroffen war am 7. Dezember die schweizerische Postfinance, nachdem sie am Vortag das Konto von Julian Assange geschlossen hatte. Am 8. Dezember waren durch DDoS-Angriffe die Websites der Kreditkartenunternehmen Visa und Mastercard stundenweise nicht erreichbar. Am 27. Dezember kündigten Aktivisten der Gruppe Anonymous bereits Stunden vor dem tatsächlichen Eintreten über Twitter eine DDoS-Attacke auf die Webseite der Bank of America an. Die Aktion war für den 27. Dezember 2010 um 18:05 Uhr MEZ angekündigt. Eine Stunde später war die Hauptseite der Bank nur noch unregelmäßig erreichbar. Die Bank hatte vorher bekanntgegeben, jegliche Transferaufträge von und zu WikiLeaks-Konten einzustellen.

### Gegen niederländische Behörden
Nachdem am 9. Dezember 2010 in den Niederlanden ein 16-jähriger Jugendlicher unter dem Vorwurf der Teilnahme an den DDoS-Angriffen auf ehemalige WikiLeaks-Finanzdienstleister festgenommen wurde, richteten sich die Angriffe auch gegen die niederländische Staatsanwaltschaft und Polizei.

### Gegen die Regierung Tunesiens und Simbabwes
Als Reaktion auf die Sperre von WikiLeaks im tunesischen Internet blockierten am 2. Januar 2011 Aktivisten von Anonymous Internetseiten der tunesischen Regierung, wobei sie sich auf „Operation Payback“ beriefen. Die Webseite des tunesischen Premierministers zeigte zeitweise einen offenen Brief an die Regierung von Tunesien. Die Aktion stand in Zusammenhang mit regierungskritisch motivierten Unruhen in dem nordafrikanischen Land.
Im Januar 2011 wurden zudem Regierungsseiten von Simbabwe attackiert, da juristische Schritte gegen den sogenannten „Indiskretions-Dienst WikiLeaks“ in beiden Ländern stattfänden. In einem Statement von Anonymous hieß es: „Wir greifen [Simbabwes Präsident] Mugabe und sein Regime der [Partei] Zanu-PF an, weil sie die freie Presse für vogelfrei erklärten und drohen, jeden zu verklagen, der WikiLeaks[-Dokumente] veröffentlicht.“

## Festnahmen
Am 9. Dezember 2010 wurde in den Niederlanden ein 16-jähriger festgenommen, dem vorgeworfen wird, an den Angriffen beteiligt zu sein. Dieser hat die Vorwürfe gestanden.
Die niederländische Staatsanwaltschaft hält weitere Festnahmen, auch im Ausland, für möglich und geht davon aus, dass „wahrscheinlich Tausende Computer“ beteiligt seien. Infolgedessen wurde sowohl die Website der niederländischen Staatsanwaltschaft wie auch der Polizei mehrfach angegriffen.
Nach dieser Festnahme rief Anonymous infolge eines Strategiewechsels dazu auf, in einer konzertierten Aktion die Dokumente WikiLeaks’ im Internet zu verbreiten. Dazu sollen unter der Bezeichnung Operation Leakspin Zusammenfassungen erstellt und mitsamt der Quelle veröffentlicht werden. Ebenso sollen Videos gedreht und auf Youtube hochgeladen werden.
Am 11. Dezember 2010 wurde in den Niederlanden ein weiterer, 19-jähriger festgenommen, der an Angriffen auf holländische Behörden und den Bezahldienst Moneybookers beteiligt gewesen sein soll.
In Großbritannien wurden im Januar 2011 fünf mutmaßliche Täter festgenommen, die Attacken gegen die Webseiten von Mastercard, Visa und Paypal durchgeführt haben sollen. Nach Angaben der Polizei werde die Untersuchung gegen „Anonymous“ weiterlaufen und in „Zusammenarbeit mit Strafverfolgungsbehörden in Europa und den USA“ vorangetrieben. Das FBI bestätigte, dass in den Vereinigten Staaten mehr als 40 Wohnungen im Zusammenhang mit den Anonymous-Aktionen durchsucht wurden.
Im Juli 2011 wurden bei 35 Razzien in den USA, 14 in den Niederlanden und vier in Großbritannien ein mutmaßlicher Anonymous-Aktivist festgesetzt. 35 zusätzliche Haftbefehle wurden vom FBI ausgestellt.
Einer der 2011 in Großbritannien Festgenommenen wurde im Dezember 2012 schuldig gesprochen, sich an den DDoS-Angriffen gegen Paypal, Mastercard und Visa und damit an einer „Verschwörung“ beteiligt zu haben. Ein Strafmaß wurde zunächst nicht festgelegt.

## Rechtliche Situation
In Deutschland kann die Teilnahme an DDoS-Attacken als Computersabotage nach §303b StGB mit Geldstrafe oder Freiheitsstrafe bis zu 3 Jahren, bei Anlagen von wesentlicher Bedeutung bis zu 5 Jahren, bestraft werden. In besonders schweren Fällen kann die Freiheitsstrafe 6 Monate bis 10 Jahre betragen. Außerdem können zivilrechtliche Ansprüche geltend gemacht werden.
Im Vereinigten Königreich droht sogar für das bloße Herunterladen der für die Angriffe genutzten Software Low Orbit Ion Cannon eine Freiheitsstrafe von 2 Jahren.
In den Niederlanden, wo auch schon zwei Personen unter dem Vorwurf der Teilnahme an der Aktion festgenommen wurden, steht auf das Teilnehmen an DDoS-Angriffen eine Haftstrafe von 6 Jahren.

## Rezeption
Konrad Lischka kritisierte auf Spiegel Online die Aktion, da eine vergleichsweise kleine Gruppe hier „dank der richtigen Software so viel Schaden wie eine enorme Menschenmenge entfaltet. Sie haben weltweit Server abgeschossen, weil ein Programm das Schadenspotential ihrer Seitenaufrufe technisch vervielfacht hat“. Wer LOIC installiert, „kann selbst Attacken auf Server ausführen. Oder dies einem Koordinierungsserver der Aktivisten überlassen, was viele getan haben dürften.“ Die Protestierer würden sich freiwillig zu einem Botnet zusammenschließen, also „einem Rechnernetz, das Schaden anrichtet — das kennt man sonst von illegal auf Computer eingeschleusten Trojanern.“ Diese Protestform würde sich in drei wesentlichen Punkten von Online- oder Offline-Demonstrationen unterscheiden: Erstens, dass die Technik höher als der Mensch eingeschätzt würde; zweitens, dass nur die Schädigung des Opfers Aufmerksamkeit bringe und drittens, dass „Drohnen“ statt Demonstranten eingesetzt würden.
Frank Patalong meinte, dass es „hier um mehr als nur um ein paar Script-Kiddies“ gehe, „die rächender Hacker spielen“. Es können „echte Schäden entstehen, und nicht zuletzt der Seite, die die Protestaktion doch eigentlich schützen soll: WikiLeaks, denn natürlich verschärfen die Hack-Aktionen die Kontroverse noch, obwohl WikiLeaks selbst mit den Hacks wohl nichts zu tun hat.“ Das wäre ein Schuss, der nach hinten losgehe. Aber „längst hat die Community auch dafür gesorgt, dass man die Datenbestände von WikiLeaks nicht mehr aus dem Netz bekommt: Aktuell gibt es die Seite viele hundert mal, unter vielen hundert verschiedenen Adressen, ihre Datensätze kursieren darüber hinaus unzählbar in P2P-Börsen.“